# Hořící keř
Hořící keř (comercializada en inglés como Burning Bush) es una miniserie de televisión de tres partes estrenada en 2013, creada por HBO y dirigida por la cineasta polaca Agnieszka Holland. La serie está basada en personajes y hechos reales, concretamente en la figura de Jan Palach, estudiante de historia en Praga, quien se prendió fuego en 1969 en protesta contra la ocupación soviética de Checoslovaquia del año anterior. Dagmar Burešová, una joven abogada, se convirtió en parte de su legado mediante la defensa de la familia Palach en un juicio contra el gobierno comunista, que intentó deshonrar el sacrificio de Palach, quien dedicó su muerte a la libertad de Checoslovaquia.
En el Festival Internacional de Televisión de Monte Carlo, Ivan Trojan fue galardonado con el premio Ninfa de Oro al mejor actor de una miniserie. La serie fue seleccionada para ser proyectado en la sección «presentación especial» en el Festival Internacional de Cine de Toronto 2013. Posteriormente la serie fue editada en una película, cuyo estreno fue el 12 de septiembre de 2013. La película fue seleccionada como la entrada checa para optar a la mejor película extranjera en los 86. Premios Óscar. Sin embargo, la Academia de Artes y Ciencias Cinematográficas descalificó la película, citando que un filme no debe haber sido estrenado anteriormente en televisión. La miniserie fue estrenada en la televisión checa ocho meses antes de la versión reeditada que apareció en los cines.

## Reparto
- Tatiana Pauhofová como Dagmar Burešová, abogada de la familia Palach.
- Jaroslava Pokorná como Libuše Palachová, madre de Jan Palach.
- Petr Stach como Jiří Palach, hermano de Jan Palach.
- Ivan Trojan como Mayor Jireš, oficial de la Veřejná bezpečnost (policía) que investiga la muerte de Palach (personaje ficticio).
- Igor Bareš como Mayor Dočekal.
- Vojtěch Kotek como Ondřej Trávníček, activista estudiantil.
- Jan Budař como Radim Bureš, esposo de Burešová.
- Adrian Jastraban como Vladimír Charouz, colega del bufete de Burešová.
- Patrik Děrgel como Pavel Janda.
- Denny Ratajský como teniente Boček.
- Tomáš Dianiška como Mlíko.
- Jenovéfa Boková como Vlaďka Charouzová, hija de Charouz.
- Ivana Uhlířová como jueza Orlová.
- Stanislav Zindulka como Sládeček, abogado, colega de Burešová.
- Ondřej Malý como Knapp, abogado, colega de Burešová.
- Martin Huba como Vilém Nový, político comunista que difama a Palach.
- Míša Procházková como Zuzanka Burešová, hija de Burešová.
- Tereza Korejsová como Lucinka Burešová, hija de Burešová.
- Alois Švehlík como coronel Horyna.
- Hana Marie Maroušková como Ilona Palachová, esposa de Jiří Palach.
- Miroslav Krobot como Jiřička.
- Emma Smetana como Hana Čížková.
- Taťjana Medvecká como Doctora Jana Ziková.
- Pavel Cisovský como camarada Hazura.